# Preußen – Ein Prozeß in fünf Verhandlungen
Preußen – Ein Prozeß in fünf Verhandlungen ist ein fünfteiliger Fernsehfilm aus dem Jahr 1981. Das Dokumentarspiel rollte die Geschichte Preußens in Form von fünf Prozesstagen einer Gerichtsverhandlung auf. Als Beweise dienten Bilder, Filme und poetische Texte.

## Handlung
In Form einer Gerichtsverhandlung mit Ankläger, Verteidiger und Richter muss sich der preußische Staat vor der Geschichte rechtfertigen. Als „Beweise“ dienen Bilder, Szenen aus Fernsehproduktionen, poetische Texte. Die Verhandlung macht die dialektische Außensichtweise des historischen Staates auch in der Gegenwart deutlich. Am Ende geben beide Seiten das Plädoyer ab. Mit dem Beginn der Urteilsverkündung, die damit offenbleibt, endet die Fernsehserie.

### Folge 1 Sonntag, 24. Mai 1981, 19:30 Uhr
- Preußischer Staatsgedanke: Militarismus oder eine Idee der Toleranz?

### Folge 2 Donnerstag, 28. Mai 1981, 19:30 Uhr
- Die Begründer des Preußentums: Der Soldatenkönig und Friedrich der Große

### Folge 3 Sonntag, 31. Mai 1981, 19:30 Uhr
- Französische Revolution und preußische Reformen

### Folge 4 Sonntag, 14. Juni 1981, 19:30 Uhr
- Bismarck und die Reichsgründung

### Folge 5 Mittwoch, 17. Juni 1981, 19:30 Uhr
- Preußische Tugenden und ihr aktueller Bezug